# Театральная фотография
Театральная фотография — процесс фотосъёмки в замкнутом помещении со сложными, постоянно меняющимися условиями освещения.
Цель театральной фотосъёмки — передать накал и драматизм происходящего на сцене, показать индивидуальность актеров, запечатлеть особенности сценографии в процессе развития сюжета.
Театральная фотография — один из самых сложных в техническом и творческом плане видов фотографии. Для получения хорошего результата, как правило, требуется полнокадровая цифровая зеркальная камера с высоким значением светочувствительности. Второе условие успешной съёмки — наличие светосильного зум-объектива, либо набора светосильных фикс-объективов.
Основная сложность во время театральной фотосъёмки заключается в частой смене условий освещения и больших перепадах освещенности. Классический пример — актёр в центре темной сцены, освещенный лучом софита. Автоматическая система экспозамера камеры может в данном случае выдать ошибку. Поэтому многие театральные фотографы снимают в мануальном режиме, все время контролируя экспозицию с помощью изменения чувствительности ISO, либо параметров выдержки и диафрагмы.
Изменяя выдержку, фотограф должен учитывать две основные проблемы — недостаток света на сцене и движения актеров. То есть, с одной стороны, он должен делать короткую выдержку, с другой — помнить, что слишком короткая выдержка может привести к недоэкспонированному кадру.
Исходя из этого, большинство театральных фотографов снимает в формате RAW, который при постобработке позволяет более эффективно отредактировать недоэкспонированные или переэкспонированные снимки.
Во время театральной фотосъёмки, как правило, используются камеры с функцией тихого спуска затвора, чтобы работа фотографа не отвлекала зрителей от происходящего на сцене.